# Tea for the Tillerman
Tea for the Tillerman è il quarto album del cantante e compositore Cat Stevens, pubblicato nel 1970. La rivista Rolling Stone l'ha inserito al 205º posto nella lista dei migliori album di sempre ed è stato incluso nel celebre libro 1001 Albums You Must Hear Before You Die.

## Il disco
Quattro delle canzoni dell'album (Where Do the Children Play?, On the Road to Find Out, Tea for the Tillerman e Miles from Nowhere) fanno parte della colonna sonora della commedia nera Harold and Maude (1971), mentre il brano che dà il titolo al disco è stato usato da Ricky Gervais e Stephen Merchant come sigla finale della serie televisiva americana Extras. Wild World è stata utilizzata per il finale della prima stagione del telefilm Skins in onda in Italia su MTV. Father and Son è presente nella colonna sonora del film Guardiani della Galassia Vol. 2.
Stevens è anche l'autore della copertina dell'album.
Molte delle canzoni di questo disco sono state registrate successivamente da altri artisti, come i Mr. Big (Wild World), i Boyzone (Father and Son) e i 36 Crazyfists (Sad Lisa).

## Tracce
Testi e musiche di Cat Stevens.
Lato A
1. Where Do the Children Play? – 3:52
2. Hard Headed Woman – 3:47
3. Wild World – 3:20
4. Sad Lisa – 3:45
5. Miles from Nowhere – 3:37

Lato B
1. But I Might Die Tonight – 1:53
2. Longer Boats – 3:12
3. Into White – 3:24
4. On the Road to Find Out – 5:08
5. Father and Son – 3:41
6. Tea for the Tillerman – 1:01

## Formazione
Musicisti
- Cat Stevens – chitarra, tastiere, voce
- Alun Davies – chitarra
- Harvey Burns – batteria
- John Ryan – basso
- John Rostein – violino

Produzione
- Paul Samwell-Smith - produttore
- Del Newman – arrangiamento

## Classifiche
| Classifica (1971) | Posizione massima |
| ----------------- | ----------------- |
| Stati Uniti (pop) | 8                 |